# Externisme

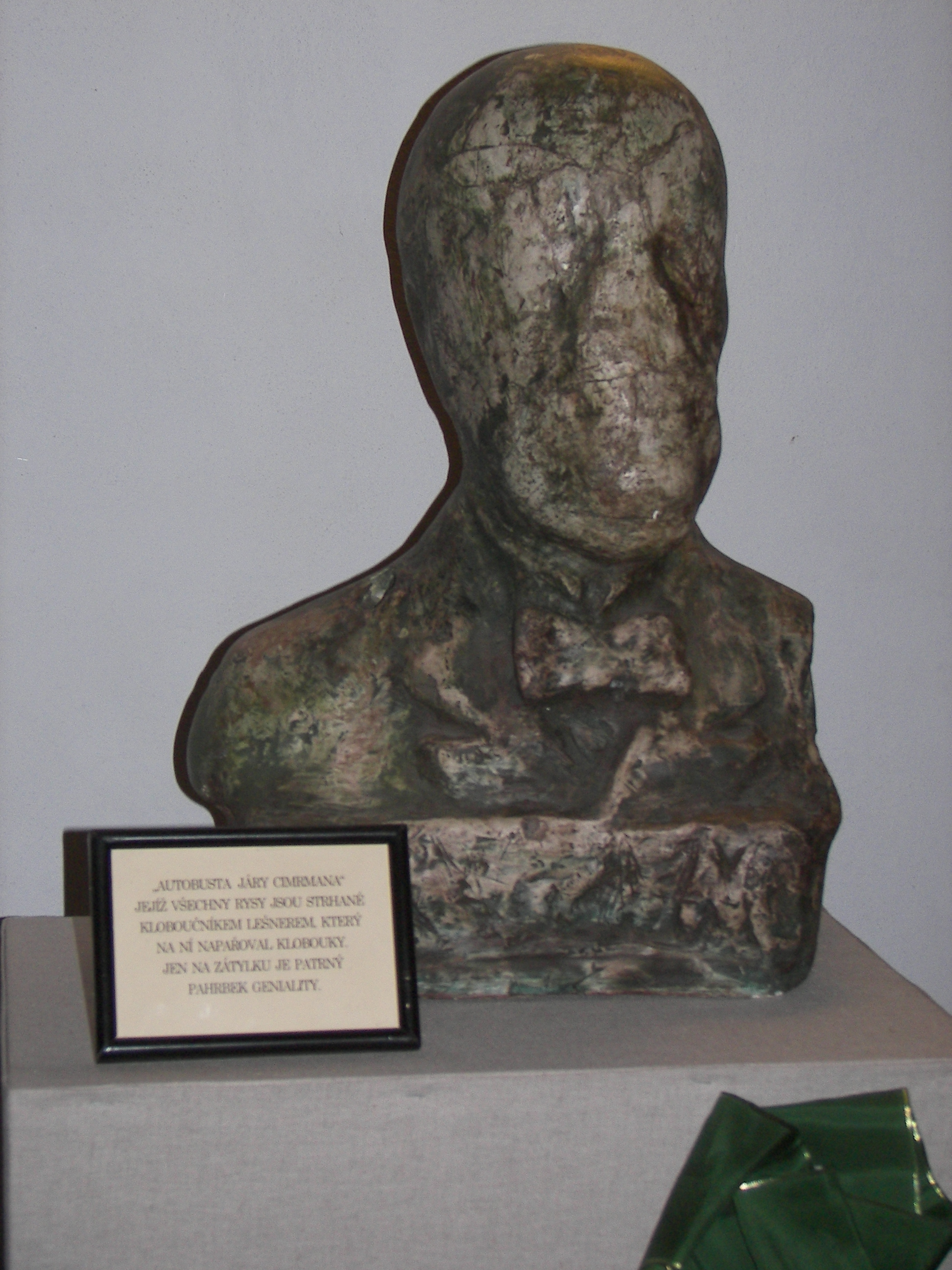
Jára Cimrman, zelfportret

Het externisme is de filosofische tegenhanger van het solipsisme. De filosofie zou ontwikkeld zijn door de Tsjechische figuur Jára Cimrman.
Het basisconcept van het externisme is "alles bestaat, behalve ik".